# Tauroscopa
Tauroscopa là một chi bướm đêm thuộc họ Crambidae.

## Species
- Tauroscopa gorgopis Meyrick, 1888
- Tauroscopa lachnaea (Turner, 1913)
- Tauroscopa notabilis Philpott, 1923
- Tauroscopa trapezitis Meyrick, 1905